# Liste des membres de la Ire Assemblée galloise

Composition de la Ire Assemblée galloise par groupes politiques au 12 mai 1999.
Plaid Cymru : 17 sièges
Parti travailliste : 28 sièges
Démocrates libéraux : 6 sièges
Conservateurs : 9 sièges

Cet article dresse, par ordre alphabétique, la liste des membres de la Ire Assemblée galloise, ouverte le 7 mai 1999 et dissoute le 30 avril 2003.
Les membres de l’Assemblée (Assembly Members en anglais et Aelodau’r Cynulliad en gallois) sont majoritairement élus à l’occasion des premières élections tenues le 6 mai 1999. À la suite de démissions ou de décès, les sièges laissés vacants sont pourvus soit par le candidat du parti en tête de la liste au niveau de la région électorale concernée, soit par le vainqueur d’une élection partielle organisée dans la circonscription concernée.

## Groupes
| Groupe (appellations en anglais et en gallois) | Groupe (appellations en anglais et en gallois)                                         | Statut vis-à-vis du cabinet    | Statut vis-à-vis du cabinet |
| Groupe (appellations en anglais et en gallois) | Groupe (appellations en anglais et en gallois)                                         | Position                       | Période                     |
| ---------------------------------------------- | -------------------------------------------------------------------------------------- | ------------------------------ | --------------------------- |
|                                                | Parti travailliste gallois Welsh Labour / Llafur Cymru                                 | Participation - (I - II - III) | 1999-2003                   |
|                                                | Plaid Cymru The Party of Wales / Plaid Cymru                                           | Opposition                     | 1999-2003                   |
|                                                | Conservateurs gallois Welsh Conservatives / Y Ceidwadwyr Cymreig                       | Opposition                     | 1999-2003                   |
|                                                | Démocrates libéraux gallois Welsh Liberal Democrats / Y Democratiaid Rhyddfrydol Cymru | Opposition                     | 1999-2000                   |
| Participation (III)                            | Démocrates libéraux gallois Welsh Liberal Democrats / Y Democratiaid Rhyddfrydol Cymru | 2000-2003                      |                             |

## Liste
| Membre                | Membre             | Modalités d’élection                    | Modalités d’élection | Modalités d’élection | Parti | Parti               | Mandat                            |
| Identité              | Date de naissance  | Division électorale                     | Type                 | Date                 | Parti | Parti               | Mandat                            |
| --------------------- | ------------------ | --------------------------------------- | -------------------- | -------------------- | ----- | ------------------- | --------------------------------- |
| Lorraine Barrett ,    | 18 mars 1950       | Cardiff South and Penarth               | Circonscription      | 6 mai 1999           |       | Parti travailliste  | 7 mai 1999 — 30 avril 2003        |
| Mick Bates ,          | 24 septembre 1947  | Montgomeryshire                         | Circonscription      | 6 mai 1999           |       | Démocrates libéraux | 7 mai 1999 — 30 avril 2003        |
| Peter Black ,         | 30 janvier 1960    | South Wales West                        | Région               | 6 mai 1999           |       | Démocrates libéraux | 7 mai 1999 — 30 avril 2003        |
| Nick Bourne ,         | 1er janvier 1952   | Mid and West Wales                      | Région               | 6 mai 1999           |       | Conservateurs       | 7 mai 1999 — 30 avril 2003        |
| Eleanor Burnham ,     | 17 avril 1951      | North Wales                             | Région               | 22 mars 2001         |       | Démocrates libéraux | 22 mars 2001 — 30 avril 2003      |
| Rosemary Butler ,     | 21 janvier 1943    | Newport West                            | Circonscription      | 6 mai 1999           |       | Parti travailliste  | 7 mai 1999 — 30 avril 2003        |
| Alun Cairns ,         | 30 juillet 1970    | South Wales West                        | Région               | 6 mai 1999           |       | Conservateurs       | 7 mai 1999 — 30 avril 2003        |
| Christine Chapman ,   | 7 avril 1956       | Cynon Valley                            | Circonscription      | 6 mai 1999           |       | Parti travailliste  | 7 mai 1999 — 30 avril 2003        |
| Cynog Dafis ,         | 1er avril 1938     | Mid and West Wales                      | Région               | 6 mai 1999           |       | Plaid               | 7 mai 1999 — 30 avril 2003        |
| Jane Davidson ,       | 19 mars 1957       | Pontypridd                              | Circonscription      | 6 mai 1999           |       | Parti travailliste  | 7 mai 1999 — 30 avril 2003        |
| Andrew Davies ,       | 5 mai 1952         | Swansea West                            | Circonscription      | 6 mai 1999           |       | Parti travailliste  | 7 mai 1999 — 30 avril 2003        |
| David Davies ,        | 27 juillet 1970    | Monmouth                                | Circonscription      | 6 mai 1999           |       | Conservateurs       | 7 mai 1999 — 30 avril 2003        |
| Geraint Davies ,      | 1er décembre 1948  | Rhondda                                 | Circonscription      | 6 mai 1999           |       | Plaid               | 7 mai 1999 — 30 avril 2003        |
| Glyn Davies ,         | 16 février 1944    | Mid and West Wales                      | Région               | 6 mai 1999           |       | Conservateurs       | 7 mai 1999 — 30 avril 2003        |
| Janet Davies ,        | 29 mai 1939        | South Wales West                        | Région               | 6 mai 1999           |       | Plaid               | 7 mai 1999 — 30 avril 2003        |
| Jocelyn Davies ,      | 18 juin 1959       | South Wales East                        | Région               | 6 mai 1999           |       | Plaid               | 7 mai 1999 — 30 avril 2003        |
| Ron Davies ,          | 6 août 1946        | Caerphilly                              | Circonscription      | 6 mai 1999           |       | Parti travailliste  | 7 mai 1999 — 30 avril 2003        |
| Richard Edwards ,     | 25 août 1956       | Preseli Pembrokeshire                   | Circonscription      | 6 mai 1999           |       | Parti travailliste  | 7 mai 1999 — 30 avril 2003        |
| Dafydd Elis-Thomas ,  | 18 octobre 1946    | Meirionnydd Nant Conwy                  | Circonscription      | 6 mai 1999           |       | Plaid               | 7 mai 1999 — 30 avril 2003        |
| Sue Essex ,           | 29 août 1945       | Cardiff North                           | Circonscription      | 6 mai 1999           |       | Parti travailliste  | 7 mai 1999 — 30 avril 2003        |
| Delyth Evans ,        | 17 mars 1958       | Mid and West Wales                      | Région               | 1er mai 2000         |       | Parti travailliste  | 1er mai 2000 — 30 avril 2003      |
| Val Feld ,            | 29 octobre 1947    | Swansea East                            | Circonscription      | 6 mai 1999           |       | Parti travailliste  | 7 mai 1999 — 17 juillet 2001      |
| Mike German ,         | 8 mai 1945         | South Wales East                        | Région               | 6 mai 1999           |       | Démocrates libéraux | 7 mai 1999 — 30 avril 2003        |
| Brian Gibbons ,       | 25 août 1950       | Aberavon                                | Circonscription      | 6 mai 1999           |       | Parti travailliste  | 7 mai 1999 — 30 avril 2003        |
| William Graham ,      | 18 novembre 1949   | South Wales East                        | Région               | 6 mai 1999           |       | Conservateurs       | 7 mai 1999 — 30 avril 2003        |
| Janice Gregory ,      | 10 janvier 1955    | Ogmore                                  | Circonscription      | 6 mai 1999           |       | Parti travailliste  | 7 mai 1999 — 30 avril 2003        |
| John Griffiths ,      | 19 décembre 1956   | Newport East                            | Circonscription      | 6 mai 1999           |       | Parti travailliste  | 7 mai 1999 — 30 avril 2003        |
| Christine Gwyther ,   | 9 août 1959        | Carmarthen West and South Pembrokeshire | Circonscription      | 6 mai 1999           |       | Parti travailliste  | 7 mai 1999 — 30 avril 2003        |
| Alison Halford ,      | 8 mai 1940         | Delyn                                   | Circonscription      | 6 mai 1999           |       | Parti travailliste  | 7 mai 1999 — 30 avril 2003        |
| Brian Hancock ,       | 8 août 1950        | Islwyn                                  | Circonscription      | 6 mai 1999           |       | Plaid               | 7 mai 1999 — 30 avril 2003        |
| Edwina Hart ,         | 26 avril 1957      | Gower                                   | Circonscription      | 6 mai 1999           |       | Parti travailliste  | 7 mai 1999 — 30 avril 2003        |
| Christine Humphreys , | 26 mai 1957        | North Wales                             | Région               | 6 mai 1999           |       | Démocrates libéraux | 7 mai 1999 — 22 mars 2001         |
| Jane Hutt ,           | 15 décembre 1949   | Vale of Glamorgan                       | Circonscription      | 6 mai 1999           |       | Parti travailliste  | 7 mai 1999 — 30 avril 2003        |
| Pauline Jarman ,      | 15 décembre 1945   | South Wales Central                     | Région               | 6 mai 1999           |       | Plaid               | 7 mai 1999 — 30 avril 2003        |
| Ann Jones ,           | 4 novembre 1953    | Vale of Clwyd                           | Circonscription      | 6 mai 1999           |       | Parti travailliste  | 7 mai 1999 — 30 avril 2003        |
| Carwyn Jones ,        | 21 mars 1967       | Bridgend                                | Circonscription      | 6 mai 1999           |       | Parti travailliste  | 7 mai 1999 — 30 avril 2003        |
| David Jones ,         | 22 mars 1952       | North Wales                             | Région               | 10 septembre 2002    |       | Conservateurs       | 10 septembre 2002 — 30 avril 2003 |
| Elin Jones ,          | 1er septembre 1966 | Ceredigion                              | Circonscription      | 6 mai 1999           |       | Plaid               | 7 mai 1999 — 30 avril 2003        |
| Gareth Jones ,        | 14 mai 1939        | Conwy                                   | Circonscription      | 6 mai 1999           |       | Plaid               | 7 mai 1999 — 30 avril 2003        |
| Helen Mary Jones ,    | 29 juin 1960       | Llanelli                                | Circonscription      | 6 mai 1999           |       | Plaid               | 7 mai 1999 — 30 avril 2003        |
| Ieuan Wyn Jones ,     | 22 mai 1949        | Ynys Môn                                | Circonscription      | 6 mai 1999           |       | Plaid               | 7 mai 1999 — 30 avril 2003        |
| Peter Law ,           | 1er avril 1948     | Blaenau Gwent                           | Circonscription      | 6 mai 1999           |       | Parti travailliste  | 7 mai 1999 — 30 avril 2003        |
| Huw Lewis ,           | 17 janvier 1964    | Merthyr Tydfil and Rhymney              | Circonscription      | 6 mai 1999           |       | Parti travailliste  | 7 mai 1999 — 30 avril 2003        |
| David Lloyd ,         | 2 décembre 1956    | South Wales West                        | Région               | 6 mai 1999           |       | Plaid               | 7 mai 1999 — 30 avril 2003        |
| Val Lloyd ,           | 16 novembre 1943   | Swansea East                            | Circonscription      | 27 septembre 2001    |       | Parti travailliste  | 28 septembre 2001 — 30 avril 2003 |
| John Marek ,          | 24 décembre 1940   | Wrexham                                 | Circonscription      | 6 mai 1999           |       | Parti travailliste  | 7 mai 1999 — 30 avril 2003        |
| David Melding ,       | 28 août 1962       | South Wales Central                     | Région               | 6 mai 1999           |       | Conservateurs       | 7 mai 1999 — 30 avril 2003        |
| Alun Michael ,        | 22 août 1943       | Mid and West Wales                      | Région               | 6 mai 1999           |       | Parti travailliste  | 7 mai 1999 — 1er mai 2000         |
| Tom Middlehurst ,     | 25 juin 1936       | Alyn and Deeside                        | Circonscription      | 6 mai 1999           |       | Parti travailliste  | 7 mai 1999 — 30 avril 2003        |
| Jonathan Morgan ,     | 12 novembre 1974   | South Wales Central                     | Région               | 6 mai 1999           |       | Conservateurs       | 7 mai 1999 — 30 avril 2003        |
| Rhodri Morgan ,       | 29 septembre 1939  | Cardiff West                            | Circonscription      | 6 mai 1999           |       | Parti travailliste  | 7 mai 1999 — 30 avril 2003        |
| Lynne Neagle ,        | 18 janvier 1968    | Torfaen                                 | Circonscription      | 6 mai 1999           |       | Parti travailliste  | 7 mai 1999 — 30 avril 2003        |
| Alun Pugh ,           | 9 juin 1955        | Clwyd West                              | Circonscription      | 6 mai 1999           |       | Parti travailliste  | 7 mai 1999 — 30 avril 2003        |
| Jenny Randerson ,     | 26 mai 1948        | Cardiff Central                         | Circonscription      | 6 mai 1999           |       | Démocrates libéraux | 7 mai 1999 — 30 avril 2003        |
| Rod Richards ,        | 12 mars 1947       | North Wales                             | Région               | 6 mai 1999           |       | Non-inscrit         | 7 mai 1999 — 10 septembre 2002    |
| Peter Rogers ,        | 2 janvier 1940     | North Wales                             | Région               | 6 mai 1999           |       | Conservateurs       | 7 mai 1999 — 30 avril 2003        |
| Janet Ryder ,         | 21 juin 1955       | North Wales                             | Région               | 6 mai 1999           |       | Plaid               | 7 mai 1999 — 30 avril 2003        |
| Karen Sinclair ,      | 20 novembre 1952   | Clwyd South                             | Circonscription      | 6 mai 1999           |       | Parti travailliste  | 7 mai 1999 — 30 avril 2003        |
| Gwenda Thomas ,       | 22 janvier 1942    | Neath                                   | Circonscription      | 6 mai 1999           |       | Parti travailliste  | 7 mai 1999 — 30 avril 2003        |
| Owen John Thomas ,    | 3 octobre 1939     | South Wales Central                     | Région               | 6 mai 1999           |       | Plaid               | 7 mai 1999 — 30 avril 2003        |
| Rhodri Glyn Thomas ,  | 11 avril 1953      | Carmarthen East and Dinefwr             | Circonscription      | 6 mai 1999           |       | Plaid               | 7 mai 1999 — 30 avril 2003        |
| Dafydd Wigley ,       | 1er avril 1943     | Caernarfon                              | Circonscription      | 6 mai 1999           |       | Plaid               | 7 mai 1999 — 30 avril 2003        |
| Kirsty Williams ,     | 19 mars 1971       | Brecon and Radnorshire                  | Circonscription      | 6 mai 1999           |       | Démocrates libéraux | 7 mai 1999 — 30 avril 2003        |
| Phil Williams ,       | 11 janvier 1939    | South Wales East                        | Région               | 6 mai 1999           |       | Plaid               | 7 mai 1999 — 30 avril 2003        |

## Doyen, père et benjamin de l’Assemblée
Âgé de 62 ans, 10 mois et 12 jours, Tom Middlehurst est le doyen de l’Assemblée (Dean of the Assembly) à l’entrée en fonction de la mandature. À 24 ans, 5 mois et 25 jours, Jonathan Morgan en est le benjamin (Baby of the Assembly).
S’agissant d’une première mandature, il n’existe pas à proprement parler de « père de l’Assemblée » (Father of the Assembly) au départ du cycle parlementaire. Cependant, Rod Richards ayant été le premier membre de l’Assemblée à être assermenté le 10 mai 1999, il est considéré comme tel,.